# Gilles Andriamahazo
Gilles Andriamahazo, född 5 maj 1919 i Fort Dauphin, död 13 september 1989 i Antananarivo, var en madagaskisk general och politiker. Han var Madagaskars president 12 februari–15 juni 1975 genom att han  tjänstgjorde som ordförande för den regerande militärjuntan. Detta efter att den tidigare statschefen, överste Richard Ratsimandrava, mördats efter sex dagar i tjänst. Han blev känd för att ha förhindrat att ett inbördeskrig bröt ut under de följande veckorna efter mordet. Andriamahazo avgick till förmån för sjöbefälhavaren Didier Ratsiraka, som tog över rollen som president.

## Biografi
Under andra världskriget tjänstgjorde han i den franska armén och på 1950-talet deltog han i den franska militärkampanjen mot algeriska nationalister på 1950-talet. År 1975  drog han sig tillbaka från de malagasiska väpnade styrkorna.